# 균역청 사목
균역청 사목(均役廳事目)은 균역법의 시행 내용을 정돈 인령(印領)한 것이다.
1750년(영조 26년)에 비변사에서 강론하여 결정한 감포급대절목(減布給代節目)을 준용하여 선혜청 사목의 예에 따라 인쇄하였다. 그 대요는 설청(設廳)·결과(結科)·여결(餘結)·해세(海稅)·군관(軍官)·이획(移劃)·감혁(減革)·결대(結代) 수용(需用)·회록(會錄)의 10조이며, 각 조에는 그 내용이 구체적으로 상세히 열거되어 있다.

## 같이 보기
- 균역법
- 균역청
- 선혜청 사목
- 시행령